# Протестантство
Протестантството или протестантизмът е религиозно, християнско движение, възникнало в Европа от католицизма по време на Реформацията през 16 век, което си поставя за цел връщането на християнството към учението на Исус Христос и апостолите. Терминът е използван за първи път през 1529 г. от последователите на доктрината на Мартин Лутер в протест на прието решение от мнозинството католици на народното събрание в гр. Шпайер.
Днес протестантството е едно от трите основни течения в християнството. Терминът покрива разнообразно множество от религиозни виждания, деноминации (изповедания), личности и организации.
По правило, за да се счита една църква за протестантска, тя трябва да приема Петте основи на протестантството (така наречените Пет „само“, на латински: Quinque sola) – Sola scriptura (Библията, Божието Слово, е единственият и абсолютен авторитет за всички въпроси, свързани с вярата); Sola fide (спасението на човек става само и единствено чрез вяра, той не може да го заслужи чрез добри дела); Sola gratia (спасението на човек е по благодат, единствено заради Божията доброта), Solus Christus (спасението е само и единствено чрез заместителската жертва на Исус Христос на кръста, няма друг начин за спасение, няма друг посредник между Бог и човек); Soli Deo gloria (всичко, което християнинът върши трябва да е за Божия слава, а не за негова собствена).
Изповеданията, които се считат за протестантски, имат здрави корени в Протестантската реформация в Европа през XVI век.

## Определение и произход на термина
Първоначално терминът „протестантство“ или „протестантизъм“ е означавал „да бъдеш свидетел“, а не „да си срещу нещо“, както е общоприетата съвременна всекидневна интерпретация на думата, която сякаш говори за някаква демонстрация срещу нещо. В противовес на това латинската представка „pro“ се превежда като „за“. Латинското прилагателно „protestans“ се отнася до човек, който свидетелства публично или някой, който доказва нещо или протестира (и оттук негативното и двусмислено значение на думата „демонстратор“ – някой, който показва или изявява, или някой, който протестира или се противопоставя). През ранните дни на Реформацията терминът „протестант“ се използва в съвсем тесен смисъл за група владетели и имперски градове, взели участие в народното събрание в град Шпайер, които през 1529 протестират срещу Вормския едикт, забраняващ лутеранското учение в Свещената римска империя.

## Основни учения на Реформацията
През Реформацията възникват няколко латински лозунга, които илюстрират загрижеността на реформаторите относно изкривяването на посланието на църквата, в частност на Римокатолическата църква, относно оправданието на вярващия пред Бога и спасението в Исус Христос. Реформаторите вярвали, че е необходимо връщане към простотата на Евангелието (Благата вест). Тези лозунги били измислени, за да илюстрират именно тази вяра.

### Петте лозунга или „сола“
Съществуват пет лозунга, или „сола“ (на латински: sola – само, сам), четири от които са представени тук. Петият лозунг е създаден, за да подчертае останалите четири – Soli Deo gloria („само на Бог да бъде славата“). Тези лозунги станали сплотяващи възгласи, които се докосвали до разрешението на проблемите, които реформаторите вярвали, че са идентифицирали.
- Само Светото Писание – Библията (лат. Sola scriptura)
Протестантите вярвали, че Римокатолическата църква е прикрила учението на Библията и е подценила нейния авторитет, като счита църковната традиция и авторитета на папата за непогрешими, независимо дали този авторитет влиза в противоречие със Светото писание. Според реформаторите Светото писание, или Библията, е непогрешимо боговдъхновено Божие Слово и тя е най-високият авторитет за вярата и практиката на християнина и Църквата (2 Тимотей 3:16, 1 Коринтяни 4:6, Галатяни 1:8 – 9, Откровение 22:18 – 19, Евангелие от Йоан 17:17, 1 Солунци 2:13). Над нея не съществува по-висок авторитет, към който да се прибегне. Поради това всеки вярващ трябва да я изучава и прилага в живота си и да се стреми към все по-голямо задълбочаване в нейните учения. Тази доктрина предполага, че Библията е достатъчно ясна в своето учение и че може да тълкува също сама себе си. Съществуват вариации по отношение на значението на термините „непогрешимост“ и „боговдъхновеност“, но най-общо те удостоверяват нейния Божествен произход и безгрешността на нейното учение. Освен това, въпреки че за протестантите църковната традиция и в частност примера на църковните отци имат своята роля и те са съгласни, че мнозина от тях са живели свят и богоугоден живот, писанията, които те са оставили, се приемат като второстепенни по важност, защото не са боговдъхновени, в много случаи противоречат на Библията или едно на друго и затова не се приемат като абсолютен критерий по въпроси, свързани с вярата. С една дума, те са човешки, а не Божии слова (Марк 7:7 – 9; Марк 7:13).
- Само чрез вяра (лат. Sola fide)
Протестантите характеризирали римокатолическата концепция за свръхдлъжните дела, самоналоженото наказание, отслужването на меса или литургия за мъртвите, съкровището със заслугите на светиите и мъчениците, изповедта пред свещеник и чистилището, като упование на някакви други средства за оправдание като добавка към вярата в Исус и неговото дело за изкупление на Голготския кръст. Божието Слово и особено ап. Павел ясно казват, че никой човек не може да заслужи спасението си с добри дела, то е само посредством вяра в делото на Исус Христос (Римляни 1:17, Ефесяни 2:8 – 9, Римляни 4:3 – 5, Галатяни 2:16, Тит 3:5). Същевременно, вярата, отделена от дела, е мъртва (Яков 2:17), тоест хората, които наистина са имали спасителна вяра, ще свидетелстват за нея чрез добрите си дела. Но тези дела не са основа на тяхното спасение, а негов плод.
- Само по благодат (лат. Sola gratia)
Римокатолическият възглед за спасението бил считан от протестантите като смесица от разчитане на благодатта на Бога и увереността в заслугите на нечии дела, проявявани с любов. Реформаторите казвали, че спасението се осмисля изцяло като Божи дар (като например Божието действие на незаслужена благодат и милост), който се дава чрез Светия Дух според изкупителното дело на Исус Христос само и единствено. Следователно те спорели, че грешникът не бива приет от Бога въз основа на промяната, която настъпва у грешника под влияние на Божията благодат и че грешникът бива приет без никакви изисквания към заслугите на неговите дела, защото никой не заслужава спасение. Делата са доказателство, но не и причина за спасението на човека (Еф. 2:8 – 9). Те са естествен плод на вярата (според апостол Яков). Човек се спасява поради вярата си в Исус Христос, а не поради нивото на добрите дела в живота си. Но без добрите дела няма доказателство за духовна промяна у човека и няма видимо доказателство, че този човек наистина е положил вярата си в Исус Христос за спасение и се е покаял истински за греховете си. Но спасението е само началото на християнския живот, а крайната точка е уподобяването на образа на Исус Христос.
- Само Христос (лат. Solus Christus)
Протестантите характеризирали догмата за наместничеството на папата като Христов представител на църквата на земята, концепцията за свръхдлъжните дела и католическата идея за съкровището от заслуги на светиите, като отричане на библейската идея, че Христос е единственият посредник между Бог и човека (1 Тимотей 2:5). Поради грехопадението, човекът е отделен от Бог и има нужда от Спасител и Изкупител в лицето на Господ Исус Христос. Грехът е нанесъл трайна повреда у човека (Ефесяни 2:1) и поради това е необходима Божията инициатива за човешкото изкупление и спасение. Човекът не просто е кривнал от правия път, но между него и Бог съществува пропаст, която човекът е неспособен да преодолее. Без тази инициатива Божият гняв остава върху човека и той е обречен на гибел. Но Бог е поел инициативата при Въплъщението на Исус Христос за спасението на човечеството и сега спасението е дар.

В богословско отношение, протестантското движение започнало да се разделя на няколко клона към средата и края на 16 век. Една от основните точки на разделение били различните възгледи за Господнята вечеря (евхаристията или причастието).
Не всички съвременни протестанти са съгласни напълно с горните учения. Поради това в протестантството съществува богословски либерализъм или консерватизъм в зависимост от отношението най-вече към боговдъхновеността и тълкуванието на Библията.
В протестантските среди се говори и за ортодоксално протестантство. Ортодоксалното протестантство вярва в Божието триединство (Св. Троица), Сътворението от нищото (Ex nihilo), Божия образ у човека, Божествената и човешката природа на Христос, Девственото зачатие и боговдъхновеността на Библията.

### Възгледи за Господнята вечеря (причастието)
Въпреки че повечето ранни протестанти отхвърлили римокатолическата догма за транссубстанциацията (пресъществяването) или учението, че виното и хляба, които се използват в обреда, губят тяхната естествена същност, като се трансформират в тялото и кръвта на Христос (вижте Евхаристия), те нямали съгласие помежду си относно присъствието на Христос във или по време на причастието.
- Лутераните се придържат към възгледа за реалното присъствие или консубстанцияцията (въпреки че някои лутерани не одобрили тази доктрина, Филип Меланхтон пръв използвал този термин с одобрението на Мартин Лутер). Този възглед казва, че Христовото тяло и кръв присъстват по свръхестествен начин „във, със и под“ осветените хляб и вино. Лутераните наблягат на Христовите думи „... това Е моето тяло...“. Според лутеранските изповеди на вярата, обединението на вярващия с Христос става по време на освещаването, когато се изговорят Христовите думи, които са ни предадени от участника в тайнството. Лутеранското учение набляга на това, че осветеният хляб и вино СА истинските пребъдващи Тяло и Кръв на Христос, пред които трябва да се преклоним. В същото време лутераните наблягат също на общото духовно присъствие на Христос по време на Господната вечеря.
- Реформираните църкви имат учение за Господната вечеря, обяснявано още от Калвин и Цвингли. Реформираните църкви, които стоят най-близко до Калвин като мнение, наблягат на реалното присъствие или тайнственото или святото присъствие на Христос, като казват, че тайнството е средство за даване на спасителна благодат, в която само избраният вярващ участва в Христос, но само във вид на хляб и вино, а не тяло и кръв. Последователите на Калвин и на Цвингли отричат, че Христос се разкрива на вярващите чрез елементите (кръвта и тялото) на тайнството, но потвърждават, че Христос се обединява с вярващия чрез вяра. По този начин Господната вечеря е едно външно и видимо средство. Между Цвингли и Калвин все пак има разлика в това отношение. Цвингли възприема тайнството като нещо символично, докато Калвин говори за реално присъствие на Христос по време на тайнството. Възгледът на Калвин се нарича „динамично присъствие“.
- Протестантите, които имат опростен възглед на Цвингли, без да имат някакви по-особени богословски съображения, виждат Господната вечеря като символ на вярата на участниците, възпоменание на фактите на разпятието и възпоменание за тяхното единство като Тялото на Христос. Този възглед се нарича мемориализъм).
- Англиканската църква или Епископалната църква в САЩ и някои други протестантски църкви с англикански произход разпознават присъствието на Христос в широк богословски спектър – от чисто римокатолическия възглед, през лутеранския, до калвинистките възгледи. Но 28-ият и 29-ият член от 39-членната Англиканска изповед на вярата следват Аугсбургската изповед на вярата и учат, че Христовото тяло и кръв присъстват наистина в някакво духовно измерение.

В протестантското богословие хлябът е свързан с единението с Христос (и Христос го нарича „моето тяло“) и аналогично църквата споделя своята идентичност с Него и е също наречена „Христовото тяло“. В такъв смисъл различията по отношение на Господната вечеря в протестантството изглежда са само по отношение на характера на хляба и виното, но всъщност опират също и до природата на спасението и църквата и индиректно до природата на Христос.

## Ранен протестантизъм
Тук спадат деноминации, протестантски по същност, но възникнали преди делото на Мартин Лутер. В днешно време от тези групи все още съществуват две: хуситите и валденсианците.

## Преките наследници на Реформацията
В протестантството съществуват три първоначални клона, които се зараждат по времето на Реформацията.

### Лутеранство
Най-ранният клон е лутеранството с неговия основоположник Мартин Лутер. Лутеранството започва като опит за реформиране на Римокатолическата църква. Мартин Лутер открито се противопоставя на римокатолическото учение за спасение чрез дела, прехвърляне на заслугите на светиите за нашето спасение и индулгенциите. Началото на Реформацията е поставено, когато Лутер заковава своите знаменити 95 тезиса на университетската църква във Витенберг. Лутер превежда Библията на разбираем немски език, обяснява библейското учение за спасение чрез вяра, изложено от апостол Павел, и проповядва теология, изцяло центрирана около личността на Господ Исус Христос. Трудовете на доктор Мартин Лутер стават основа за по нататъшното развитие на Реформацията.

### Реформираните църкви (калвинизъм и цвинглиянство)
Вторият клон, който възниква под влиянието на швейцарските реформатори Жан Калвин и Улрих Цвингли, са реформираните и презвитериански църкви. Калвин успява да направи подробно изложение на протестантската теология в своята книга „Институти на християнската религия“, която започва като апологетична брошура на протестантството. Най-важната съставка на теологията на Калвин е доктрината за Божия суверенитет и предопределението. Според Калвин Бог е определил предварително кои хора ще приемат Исус Христос и ще се спасят. Това е Божи избор, който не почива върху заслуги, а върху Божията суверенна воля. Последователите на Калвин са наречени калвинисти.

### Анабаптизъм
Третият ранен клон, който се е противопоставял на католиците и на останалите протестанти, е анабаптизмът. Анабаптистите държали на идеята, че църквата е съставена от личности, които истински са преживели новорождение и обръщение към Исус Христос. Те се противопоставяли на идеята за съществуването на църквата като религиозна институция и държали много на личната връзка с Бога чрез Светия дух. Поради това те смятали, че човек трябва да бъде кръстен във вода, едва когато осъзнава вярата си и в това отношение те били най-радикалните. Част от анабаптистите стигали до крайности и до фанатизъм.
Съвременните протестантски деноминации най-често заемат в богословско отношение и от трите ранни течения в протестантството.

## Деноминации, които произхождат от Реформацията
1. Последователи на Лутер – лутеранство
2. Последователи на Калвин и Цвингли – Реформираните и презвитериански църкви (калвинизъм и цвинглианство)
3. Последователи на анабаптизма – баптисти, квакери
4. Изповедания, произлезли от римокатолицизма и запазили някои от вярванията и практиките му – англиканска църква
5. Изповедания, произлезли от опит за реформиране на Англиканската църква – съборни или конгрешански църкви, методисти, уеслианство
6. Съвременни движения и църкви – адвентисти, църква на Назарянина (1908 г.), петдесетници или петдесятно-харизматичното движение и др.

Лутеранството, реформираните църкви, конгрешанските църкви, методистките църкви и баптистките църкви са петте традиционни протестантски общности. (Английският термин е „mainline protestantism“). Англиканската църква спада към отделна група, тъй като богословски тя стои между римокатолицизма и протестантството. Освен тези пет основни протестантски деноминации (изповедания) съществуват множество други.
Разбира се, горната класификация е условна и непълна, тъй като на практика повечето от протестантските деноминации заемат елементи от ученията както на Лутер, на Калвин, Цвингли и анабаптистите, така и от римокатолицизма и дори Източното православие. През вековете след Реформацията римокатолическото и протестантското богословие изпитват силно влияние помежду си, което довежда до надцърковен диалог между много богослови и църковни водачи. Освен това в една деноминация често се наблюдават различни фракции и тенденции.
Протестантските общности са разпространени главно в Северна и Средна Европа, САЩ, Южна Америка, Африка, Австралия, части от Азия (Южна Корея, Китай). В България са представени сравнително слабо (около 0,7% от българското население). Първата протестантска църква в България е Евангелската съборна (конгрешанска) църква в Банско.
Протестантството не приема редица догми и канони на католицизма, тъй като счита, че те са в разрез с Библията. От него и от православието протестантството се отличава главно с принципа за непосредствената връзка между Бог и човека и в принципа, че Библията е краен авторитет по всички въпроси на вярата (Sola scriptura). По инициатива на някои либерални протестантски църкви е създаден Световният съвет на църквите – организация, чиято теология влиза в конфликт с множество консервативни протестантски църкви, които отказват да членуват в нея. Съществуват обаче множество други християнски организации, които обединяват протестантите по цял свят. Една от студентските християнски организации, работеща в България, е Campus Crusade For Christ, регистрирана в България като „Агапе-България“. Тази организация извършва благовестителска дейност с подкрепата най-вече на протестантските църкви, но е отворена за християнско служение заедно с православието и католицизма. Често хора от православно или католическо изповедание наричат протестантите „сектанти“, без да познават самото протестантство, тъй като считат изповеданието, към което принадлежат, за единствената истинска църква.
В протестантската мисъл всеки вярващ в Бог и в Господ Исус Христос човек и в боговдъхновеността на Библията, който наистина се е покаял за греховете си и е приел в сърцето си господството на Исус Христос, е християнин. В този смисъл християнството се счита не като религиозна принадлежност към едно изповедание, но като една лична и интимна връзка със Спасителя – Господ Исус Христос. Горното определение за християнин определя и църквата като едно единство от вярващи в Исус Христос, наречено в Библията „Христовото тяло“. В това отношение протестантството прави сериозно разграничение между видимата (административна единица) църква и невидимата (духовна единица) църква. Според това определение само истински повярвалите в Христос са част от невидимата църква. В този смисъл протестантството е инклузивно – включва към „Христовото тяло“ вярващи от всякакви християнски изповедания.

## Историческо развитие след Реформацията
Различните протестантски деноминации могат да се групират въз основа на влиянието, което са изпитали от някои важни течения след основната Реформация и пуританската реформация в Англия. Някои от движенията имат общи черти и водят до преливане едно в друго.

### Пиетизъм (XVII в.) и методизъм (XVIII в.)
Германското пиетистко движение за духовно обновление на лутеранството и влиянието на пуританската реформация в Англия изиграват силно влияние върху Джон Уесли и методизма, както и върху по-малки и нови групи – религиозното общество на приятелите („квакерите“) и Моравските братя в Германия.
Пиетизмът е сериозно практикуване на духовен живот и социална ангажираност в противовес на доктринална центрираност. Пиетизмът набляга на религиозното преживяване на вярата. Някои от по-консервативните методисти основават „движението на святостта“, което набляга на внезапно преживяване на освещение в практическия всекидневен живот.

### Евангелизъм (XVIII в.)
В началото на XVIII век пиетизмът преживява няколко съживления в международен план (Първото и второто велики пробуждания). Те са в надденоминационен план и се наричат чисто и просто „евангелското движение“. Най-важните богословски аспекти са наблягането върху: индивидуалното обръщение към Христос, лично общуване с Бог и изучаване на Библията, публично практикувана нравственост (напр. аболиционизъм), отричане на формализма в поклонението и доктрината, по-голяма роля на миряните (включително и на жените), евангелизация и поучение, и коопериране по отношение на евангелизирането на надденоминационно ниво.

### Адвентизъм (XIX в.)
В началото на XIX век адвентизмът възниква по време на голямото религиозно пробуждане, което започва в Европа и придобива масов характер в САЩ. Особена роля в адвентното движение играе Уилям Милър, който определя на базата на пророчествата в Книгата Даниил годината на Второто пришествие на Исус Христос. Така адвентизмът се обособява като едно пророческо есхатологично адвентно движение, което въздига отново авторитета на Библията и подчертава вярата в пришествието. Впоследствие от това движение възниква Църквата на адвентистите от седмия ден, чиито основни учения, освен вярата в скорошното завръщане на Христос и върховния авторитет на Библията, са оправданието чрез вяра в Исус Христос, авторитета на Божия закон (включително съботата), учението за небесното светилище, разбирането за състоянието на мъртвите като безсъзнателен сън до възкресението, прогласяването на тройната ангелска вест от Откровение 14 глава, значението на здравето и изобщо умереността като начин на живот.

### Петдесятничество (XX в.)
Петдесятничеството започва в САЩ в началото на XX век сред движението на святостта. Основното в петдесятничеството става търсенето на свръхестествените действия на Светия Дух от Новия завет, говоренето на непознати (ангелски) езици и идеята за „кръщение в Светия Дух“. Също петдесятничеството набляга върху небесното изцеление и чудесата. Под влияние на петдесятничеството се създават стотици нови деноминации в САЩ. В резултат на петдесятничеството възниква харизматичното движение с подобни аспекти, но действащо в рамките на съществуващите деноминации.

### Модернизъм (XX в.)
Модернизмът или либерализмът няма ясно изявени богословски позиции, но е по-скоро опит за вкарване в християнската мисъл на някои идеи от времето на Просвещението. Новото разбиране на историята и естествените науки довеждат и до нови подходи в богословието. Либерализмът най-вече се отдалечава от класическото протестантство по отношение на непогрешимостта на Библията и нейната боговдъхновеност.

### Фундаментализъм (XX в.)
Ф. възниква като реакция на либерализма и либералната библейска критика. Това става предимно в САЩ и Канада в деноминациите, най-вече повлияни от евангелизма. Ф. набляга върху авторитета и важността на Библията, силната вяра в непогрешимостта и културния консерватизъм като важни аспекти на християнския живот.

### Неоортодоксализъм (XX в.)
Нефундаментално отхвърляне на либерализма, най-вече асоциирано с Карл Барт. Нарича се още „богословие на кризата“ и е силно повлияно от екзистенциалната философия. Н. възвръща донякъде вярата във важността на Библията, набляга на личното преживяване с Бога и често се бърка с неоевангелизма.

### Неоевангелизъм
От средата на XX век. Движението реагира на прекомерния фундаментализъм и лошите последствия от него. Набляга силно на авторитета на Библията, изкуството, кооперацията между църквите, християнската апологетика и неденоминационен подход в евангелизирането.

### Палеоортодоксалност
Това движение прилича на нео-евангелизма, но набляга върху ранно-църковния консенсус на неразделената църква от първи век. Обръща внимание на най-ранните изповеди на вярата и на най-ранните църковни събори като средства за правилно разбиране на Писанието. Това е крос-деноминационно движение с основен теолог Томас Оден (от методистки произход, Обединена Методистка църква).

### Икуменизъм (XX в. – XXI в.)
Движение за обединение на църквата. Започва през 1910 г. на мисионерската конференция в Единбург. Произходът му е нуждата от кооперация на мисионерското поле в Африка, Азия и Океания. От 1984 г. голямо влияние има Световният съвет на църквите. Съществуват икуменически обединения на регионални, национални и локални нива по целия свят. Една от изявите на движението е опитът за създаване на обединени църкви като Църквата на Южна Индия, Обединена църква на Христос (САЩ), Обединена църква на Канада, Обединяваща църква на Австралия. Съществува силно участие на Източно-православните църкви в икуменическото движение.
През 1999 г. представители на Лутеранската световна федерация и Римокатолическата църква, подписват „Обединена декларация за доктрината за оправданието“ и с това разрешават конфликта върху доктрината за оправданието, който става основа на протестантската реформация, въпреки че някои консервативни лутерани не се съгласяват. На 18 юли 2006 г. делегати от Световната методистка конференция гласуват анонимно за приемането на Обединената декларация.

## Основни богословски различия между протестантството, православието и католицизма

### Първородният грях
Протестантството смята, че първородният грях е нанесъл трайна повреда на Божия образ у човека, което е довело до духовна смърт или отделяне от общение на човека и Бога. Поради това единствено Бог е инициаторът на човешкото изкупление и спасение и човек не може да се спаси чрез собствени усилия. Това мнение (sola fide) на основателя на протестантството Мартин Лутер, който първоначално е монах от Августинския орден, е силно повлияно от учението на блажени Августин.

### Преданието
В протестантското богословие има място за литературата и богословието на църковните отци от цялата църковна история (включително източни и западни). Но протестантството прави твърдо разграничение между Библията като Свещено писание и богословите от историята като цяло. В този смисъл в протестантското богословие Библията не е част от преданието или преданието има статута единствено на богословско мнение. То подлежи на сравнение с Писанието и Св. Писание (Библията) има крайния авторитет. Поради това протестантското богословие разработва прецизни методи за изучаване и тълкувание на Библията. Решенията на църковните събори се възприемат от протестантството като богословски формулировки на вярата, които са свързани с конкретен исторически момент, но не като краен авторитет, т.е. отхвърля се тяхната боговдъхновеност.

### Дева Мария
В протестантството се отдава почит на Мария като към майката на Иисус. Но се прави сериозна разлика между Иисус Христос, който е Син Божи и Мария. Протестантският вярващ смята, че единствено Иисус Христос е посредник между Бог Отец и хората. В това отношение, според протестантите, Мария и канонизираните от Православната или Римокатолическата църква светци са достойни примери за християнски живот, но не и посредници между Бог и човека. Молитвите трябва да бъдат отправяни единствено към триединния Бог (Св. Троица), но не и към смъртни и погрешими хора. Като аргумент в полза на това си становище протестантите посочват факта, че в Библията не съществува нито една молитва, отправена към човек, било то починал или жив. Сам Иисус Христос дава пример на апостолите да се молят с „Отче наш...“ и показва правилния начин на поклонение. В Библията не съществува молитва към Мария поради факта, че съществува фундаментално различие между битието на Бог и това на човека. Христос като въплътилия се Бог е осмислян като единствения посредник между Бог и човечеството.

### Иконите
Протестантството гледа на иконите като на човешки опит за представяне на духовния свят, а не като на свещени предмети. Иконите отразяват мисленето на художника относно изобразяваната личност и тъй като би трябвало поклонението да се отправя единствено към Бог, а той е невидим, защото е Дух, иконата може да породи погрешна представа у вярващия. В този смисъл тя не може да се нарече идол, но би могла да породи погрешни богословски идеи у поклонника. В подкрепа на това становище протестантите посочват втората Божа заповед към евреите, в която се забранява създаването на кумири и изображения на „онова, що е горе на небето, що е долу на земята, и що е във водата под земята“.

### Тайнствата в църквата
В протестантството се практикуват две основни тайнства: кръщение и Господна вечеря (причастие, евхаристия), които се извеждат от Библията. Отделните протестантски общности практикуват и други тайнства. В протестантската мисъл значението на тайнство е практика, постановена от Новия Завет от Господ Исус Христос и двете основни практики, постановени от Исус Христос са кръщението и Господната вечеря. Традиционните тайнства от римокатолицизма и православието се практикуват, но често те не се наричат тайнства. Например бракът, ръкополагането на служители, помазването с масло (миропомазване), изповед на греховете пред Бог или пред брат във вярата или пред цялата църква са обичайни практики в протестантските общности, но не се наричат тайнства поради факта, че в Св. Писание те не са описани по този начин. Затова е погрешно да се твърди, че протестантските общности зачитат само 2 тайнства. В този смисъл броя на тайнствата зависи много от дефиницията на термина „тайнство“.

### Йерархията в църквата
Според протестантското богословие, разделянето между миряни и свещеници в църквата е условно. Реформаторската доктрина счита, че според Библията всеки вярващ християнин е свещеник на Бога. Тази идея прави църквата много по-динамична като общество, в което всеки вярващ има определена задача и служение. Прави се разлика между функция и длъжност. Функцията е дейността и призванието, което всеки отделен вярващ има, а длъжността по-скоро е административна с цел правилното функциониране на църквата.
Сред протестантските общности се различават три форми на църковно управление
- Епископална – Авторитетът при тази форма е в епископа. Има различни степени в епископството, различни нива. Авторитетът тук се фиксира върху службата на определен човек. Най-проста форма има Методистката църква, където има едно ниво. Малко по-усложнено е управлението в Англиканската църква. Епископът има правото да ръкополага служители и свещеници. Той също има правото да поставя пастири – на теория има пълна власт. Но на практика епископът често се консултира с местното събрание и тази форма на управление последно време върви към демократизация. Тя не е широко приета поради връзката си с римокатолицизма.

- Презвитерианска – Властта тук е в група от представителни лица. Ключовата длъжност е старейшината или презвитерът. Решенията се взимат чрез свикване на съвет. На по-високо ниво чрез свикване на синод и на генерална асамблея. В духовенството тук има само едно ниво. По-високи нива като епископ не съществуват. Личностите в съветите се избират отдолу и носят титла председател, те не са епископи, нямат специална власт, не могат да ръкополагат. Властта принадлежи на избиращото тяло. Тук съществува съзнателно координиране между духовенство и мирянство. Реформираните и презвитериански църкви практикуват тази форма на управление.
- Съборна (Конгрегационалистка) – Властта тук е в местната църква и се набляга на отговорността на отделния вярващ и всеки член на местното събрание трябва да има глас. Решенията за взаимодействие се взимат на представителна основа, като всяка местна църква е самоуправляваща се. Всяко общество избира своя пастир и определя своя бюджет. Обществото може да стане част от организацията, но тази връзка е доброволна. Обикновено организациите си имат своя ясна изповед на вярата, която обединява обществата. Тук най-ясно се прилагат демократичните принципи и доктрината за свещенство на всички вярващи. Конгрешаните, баптистите и лутераните практикуват съборната форма на управление.

Съществуват и смесени системи за църковно управление, както и управление без съществуваща организация (само на теория). Такива групи са например Квакерите при които се набляга на личното водителство на Святия Дух. На практика не се наблюдава система за управление в чист вид. В Св. Писание наблюдаваме елементи и от трите модела на управление.

### Спасението на човека
В протестантското богословие човек става спасен, когато положи изцяло вярата си в изкупителната жертва на Исус Христос, и се покае за греховете си. В този момент човек бива новороден от Духа Божи. След този момент човек израства в процес, наречен освещение, при който се уподобява на Христос все повече. Най-близкия еквивалент в православното богословие е обожанието или теозиса. В протестантството важни термини са: благодатта, умилостивението, оправданието, осиновлението, помирението, новорождението, изкуплението, освещението и изпълването със Святия Дух. При това всички тези истини се прилагат към конкретния индивид, който идва при Христос лично, а не принципно за всички хора.